# Teoría del curso de vida
La teoría del curso de vida  o perspectiva del curso de vida es un enfoque teórico-metodológico desarrollado principalmente en el ámbito de la sociología, pero con aportes de la historia, la psicología y la demografía. El desarrollo de esta perspectiva se ha dado sobre todo a partir de los años 70 en la escuela americana, con sociólogos como Glenn Elder. Es un enfoque que estudia la vida individual, los contextos estructurales y el cambio social de manera conjunta y multidisciplinaria.
El curso de vida se define por trayectorias que se extienden a lo largo de la vida y transiciones a corto plazo. Cada transición del curso de la vida está incrustada en una trayectoria que le da una forma y un significado específico. Una transición implica la ocurrencia de eventos que implican múltiples cambios en la vida. Una trayectoria puede ser la familiar o laboral. Las transiciones pueden ser entrar o salir de la escuela, un primer matrimonio, el ingreso a los diversos roles de la edad adulta hasta cambios posteriores en el trabajo o migración.

## Principios básicos del curso de vida
La premisa básica de este enfoque es que las fuerzas sociales impactan en los cursos de vida individuales y colectivos. Estos efectos se definen a través de cinco principios:
1. El principio del largo plazo
2. El principio del tiempo y el lugar
3. El principio del "timing"
4. El principio de las vidas interconectadas (linked lives)
5. El principio de la agencia.

## Herramientas básicas del enfoque
Para operacionalizar los principios, el enfoque se vale de algunas herramientas como:
1. Trayectorias
2. Punto de inflexión (turning point)
3. Transiciones